# Amálie Hesensko-Darmstadtská
Amálie Hesensko-Darmstadtská (20. června 1754 – 21. června 1832) byla dcerou Ludvíka IX. Hesensko-Darmstadtského a Karolíny Zweibrückenské.

## Život
Amálie se narodila v Prenzlau a v roce 1772 přijela do Petrohradu na návštěvu ruského dvora jako jedna z možných nevěst careviče Pavla. Pavel se však rozhodl pro její sestru Vilemínu.

### Manželství a potomci
15. července 1775 se Amálie provdala za svého bratrance, dědičného bádenského prince Karla Ludvíka. Byl synem Karla Fridricha Bádenského a Karolíny Luisy Hesensko-Darmstadtské, dcery Ludvíka VIII. Hesensko-Darmstadtského. Amálie měla s Karlem Ludvíkem několik dětíː
- Amálie Bádenská (13. července 1776 – 26. října 1823), svobodná a bezdětná
- Karolína Frederika Vilemína Bádenská (13. července 1776 – 13. listopadu 1841), ⚭ 1797 Maxmilián I. Josef Bavorský (27. května 1756 – 13. října 1825), falckrabě zweibrückenský, bavorský kurfiřt a král bavorský od roku 1806 až do své smrti
- Luisa Bádenská (24. ledna 1779 – 16. května 1826), ⚭ 1793 Alexandr I. Pavlovič (23. prosince 1777 – 1. prosince 1825), král polský, velkokníže finský, car ruský od roku 1801 až do své smrti
- Frederika Dorotea Bádenská (12. března 1781 – 25. září 1826), ⚭ 1797 Gustav IV. Adolf (1. listopadu 1778 – 7. února 1837), finský velkovévoda a švédský král v letech 1792–1809
- Marie Bádenská (7. září 1782 – 29. dubna 1808), ⚭ 1802 vévoda Fridrich Vilém Brunšvicko-Wolfenbüttelský (9. října 1771 – 16. června 1815)
- Karel Fridrich Bádenský (13. září 1784 – 1. března 1785)
- Karel Ludvík Fridrich Bádenský (8. června 1786 – 8. prosince 1818), bádenský velkovévoda, ⚭ 1806 Stéphanie de Beauharnais (28. srpna 1789 – 29. ledna 1860)
- Vilemína Luisa Bádenská (10. září 1788 – 27. ledna 1836), ⚭ 1804 Ludvík II. Hesenský (26. prosince 1777 – 16. června 1848), od roku 1830 do 5. března 1848 hesenský velkovévoda (za Německé revoluce v roce 1848 rezignoval)

V manželství si Amálie stěžovala na chlad svého tchána a na dětinskost manžela. Od smrti tchyně v roce 1783 do svatby syna v roce 1806 byla první dámou u dvora. V roce 1801 navštívila s rodinou dceru carevnu Luisu v Rusku a dceru královnu Frederiku v září 1801 ve Švédsku. Během pobytu ve Švédsku byla popsána jako vtipná, inteligentní a přesná a také jako plně ovládající svého manžela. Navštívili Drottningholmský palác a Gripsholm a Amálie se ujala Hedviky Šlesvicko-Holštýnsko-Gottorpské, kterou král neměl rád, a pokárala dceru za její upjaté a nepřátelské chování na veřejnosti. Její manžel zemřel v důsledku nehody ještě před odjezdem a Amálie zůstala s rodinou ve Švédsku až do května 1802. Krátce před svým odjezdem byla uvedena do lóže Yellow Rose Karla Adolfa Bohemana tím, že jím byla označena za větev Zednářů.

### Pozdější léta
Během svých návštěv Ruska a Švédska se pokoušela usmířit mezi sebou své dva zetě, ruské a švédské panovníky. V roce 1803 hostila švédskou královskou rodinu v Badenu. Během této návštěvy se říkalo, že svou milostí a zábavností, živým zájmem o politiku a stejnými názory, měla možnost získat vliv nad svým zetěm. Jako soupeřka Napoleona Bonaparte se snažila zabránit sňatku svého syna se Stéphanie de Beauharnais, a po svatbě v roce 1806 odešla na své vdovské panství v Bruchsalu. V roce 1807 Amálie poslala své dceři Frederice Švédské dopis od její druhé dcery, ruské carevny dopis, ve snaze přesvědčit Frederiku, aby využila svého vlivu a přiměla svého manžela uzavřít mír mezi Švédskem a Napoleonem, což se nepodařilo.
V roce 1809 přijala dceru Frederiku a její rodinu poté, co byl její zeť svržen ze švédského trůnu. V roce 1811 se snažila Gustava Adolfa odradit od rozvodu s její dcerou, když se to však ukázalo jako nezbytné, zařídila pro svou dceru ekonomickou nezávislost a péči o vnoučata. Během Vídeňského kongresu v roce 1815 se Amálie svým vlivem na zetě Alexandra I. podílela na tom, že Bádenské velkovévodství zůstalo bez ztráty území.
Amálie zemřela 21. června 1832 v Bruchsalu.

## Vývod z předků
|                              |                                           |  |                                                 |                                                    |  |  |  |  |  |  |  | Ludvík VI. Hesensko-Darmstadtský |
|                              |                                           |  |                                                 |                                                    |  |  |  |  |  |  |  |                                  |
|                              | Arnošt Ludvík Hesensko-Darmstadtský       |  |                                                 |                                                    |  |  |  |  |  |  |  |                                  |
|                              |                                           |  |                                                 |                                                    |  |  |  |  |  |  |  |                                  |
|                              |                                           |  |                                                 | Alžběta Dorotea Sasko-Gothajsko-Altenburská        |  |  |  |  |  |  |  |                                  |
|                              |                                           |  |                                                 |                                                    |  |  |  |  |  |  |  |                                  |
|                              | Ludvík VIII. Hesensko-Darmstadtský        |  |                                                 |                                                    |  |  |  |  |  |  |  |                                  |
|                              |                                           |  |                                                 |                                                    |  |  |  |  |  |  |  |                                  |
|                              |                                           |  |                                                 | Albrecht II. Braniborsko-Ansbašský                 |  |  |  |  |  |  |  |                                  |
|                              |                                           |  |                                                 |                                                    |  |  |  |  |  |  |  |                                  |
|                              | Dorotea Šarlota Braniborsko-Ansbašská     |  |                                                 |                                                    |  |  |  |  |  |  |  |                                  |
|                              |                                           |  |                                                 |                                                    |  |  |  |  |  |  |  |                                  |
|                              |                                           |  |                                                 | Žofie Markéta Oettingenská                         |  |  |  |  |  |  |  |                                  |
|                              |                                           |  |                                                 |                                                    |  |  |  |  |  |  |  |                                  |
|                              | Ludvík IX. Hesensko-Darmstadtský          |  |                                                 |                                                    |  |  |  |  |  |  |  |                                  |
|                              |                                           |  |                                                 |                                                    |  |  |  |  |  |  |  |                                  |
|                              |                                           |  |                                                 | Jan Reinhard II. z Hanau-Lichtenbergu              |  |  |  |  |  |  |  |                                  |
|                              |                                           |  |                                                 |                                                    |  |  |  |  |  |  |  |                                  |
|                              | Jan Reinhard III. z Hanau-Lichtenbergu    |  |                                                 |                                                    |  |  |  |  |  |  |  |                                  |
|                              |                                           |  |                                                 |                                                    |  |  |  |  |  |  |  |                                  |
|                              |                                           |  |                                                 | Anna Magdalena Falcko-Birkenfeldsko-Bischweilerská |  |  |  |  |  |  |  |                                  |
|                              |                                           |  |                                                 |                                                    |  |  |  |  |  |  |  |                                  |
|                              | Šarlota z Hanau-Lichtenbergu              |  |                                                 |                                                    |  |  |  |  |  |  |  |                                  |
|                              |                                           |  |                                                 |                                                    |  |  |  |  |  |  |  |                                  |
|                              |                                           |  |                                                 | Jan Fridrich Braniborsko-Ansbašský                 |  |  |  |  |  |  |  |                                  |
|                              |                                           |  |                                                 |                                                    |  |  |  |  |  |  |  |                                  |
|                              | Dorotea Frederika Braniborsko-Ansbašská   |  |                                                 |                                                    |  |  |  |  |  |  |  |                                  |
|                              |                                           |  |                                                 |                                                    |  |  |  |  |  |  |  |                                  |
|                              |                                           |  |                                                 | Johana Alžběta Bádensko-Durlašská                  |  |  |  |  |  |  |  |                                  |
|                              |                                           |  |                                                 |                                                    |  |  |  |  |  |  |  |                                  |
| Amálie Hesensko-Darmstadtská |                                           |  |                                                 |                                                    |  |  |  |  |  |  |  |                                  |
|                              |                                           |  |                                                 |                                                    |  |  |  |  |  |  |  |                                  |
|                              |                                           |  | Kristián I. Falcko-Birkenfeldsko-Bischweilerský |                                                    |  |  |  |  |  |  |  |                                  |
|                              |                                           |  |                                                 |                                                    |  |  |  |  |  |  |  |                                  |
|                              | Kristián II. Zweibrückensko-Birkenfeldský |  |                                                 |                                                    |  |  |  |  |  |  |  |                                  |
|                              |                                           |  |                                                 |                                                    |  |  |  |  |  |  |  |                                  |
|                              |                                           |  |                                                 | Magdalena Kateřina Falcko-Zweibrückenská           |  |  |  |  |  |  |  |                                  |
|                              |                                           |  |                                                 |                                                    |  |  |  |  |  |  |  |                                  |
|                              | Kristián III. Falcko-Zweibrückenský       |  |                                                 |                                                    |  |  |  |  |  |  |  |                                  |
|                              |                                           |  |                                                 |                                                    |  |  |  |  |  |  |  |                                  |
|                              |                                           |  |                                                 | Joan Jaume de Rappolstein                          |  |  |  |  |  |  |  |                                  |
|                              |                                           |  |                                                 |                                                    |  |  |  |  |  |  |  |                                  |
|                              | Kateřina Agáta Rappoltsteinská            |  |                                                 |                                                    |  |  |  |  |  |  |  |                                  |
|                              |                                           |  |                                                 |                                                    |  |  |  |  |  |  |  |                                  |
|                              |                                           |  |                                                 | Anna Klaudie ze Salm-Kyrburgu                      |  |  |  |  |  |  |  |                                  |
|                              |                                           |  |                                                 |                                                    |  |  |  |  |  |  |  |                                  |
|                              | Karolína Zweibrückenská                   |  |                                                 |                                                    |  |  |  |  |  |  |  |                                  |
|                              |                                           |  |                                                 |                                                    |  |  |  |  |  |  |  |                                  |
|                              |                                           |  |                                                 | Gustav Adolf Nasavsko-Saarbrückenský               |  |  |  |  |  |  |  |                                  |
|                              |                                           |  |                                                 |                                                    |  |  |  |  |  |  |  |                                  |
|                              | Ludvík Crato Nasavsko-Saarbrückenský      |  |                                                 |                                                    |  |  |  |  |  |  |  |                                  |
|                              |                                           |  |                                                 |                                                    |  |  |  |  |  |  |  |                                  |
|                              |                                           |  |                                                 | Eleonora Klára z Hohenlohe-Neuensteinu             |  |  |  |  |  |  |  |                                  |
|                              |                                           |  |                                                 |                                                    |  |  |  |  |  |  |  |                                  |
|                              | Karolína Nasavsko-Saarbrückenská          |  |                                                 |                                                    |  |  |  |  |  |  |  |                                  |
|                              |                                           |  |                                                 |                                                    |  |  |  |  |  |  |  |                                  |
|                              |                                           |  |                                                 | Jindřich Fridrich z Hohenlohe-Langenburgu          |  |  |  |  |  |  |  |                                  |
|                              |                                           |  |                                                 |                                                    |  |  |  |  |  |  |  |                                  |
|                              | Filipína Henrieta z Hohenlohe-Langenburgu |  |                                                 |                                                    |  |  |  |  |  |  |  |                                  |
|                              |                                           |  |                                                 |                                                    |  |  |  |  |  |  |  |                                  |
|                              |                                           |  |                                                 | Juliana Dorotea z Castell-Remlingenu               |  |  |  |  |  |  |  |                                  |
|                              |                                           |  |                                                 |                                                    |  |  |  |  |  |  |  |                                  |